# Palau de Congressos de Madrid
El Palau de Congressos del Passeig de la Castellana de Madrid, Espanya, va ser inaugurat el 1970. Està adscrit al Ministeri d'Indústria del Govern.
Es troba en el Paseo de la Castellana, número 99, en la seva intersecció amb l'avinguda del General Perón. En els seus voltants es troba l'estadi Santiago Bernabéu i la zona financera d'Azca.

## Característiques
Té una superfície total de gairebé 40.000 m2 i està destinat a la realització de gran diversitat d'esdeveniments. Es va construir a partir d'un concurs del Ministeri d'Informació i Turisme convocat el 1964. L'edifici es va acabar el 1970 per l'arquitecte Pablo Pintado y Riba.
La façana de l'avinguda del General Perón presenta un gran mural, obra del ceramista Llorens Artigas, segons disseny original de Joan Miró, que es va col·locar el 1980.

## Dotació

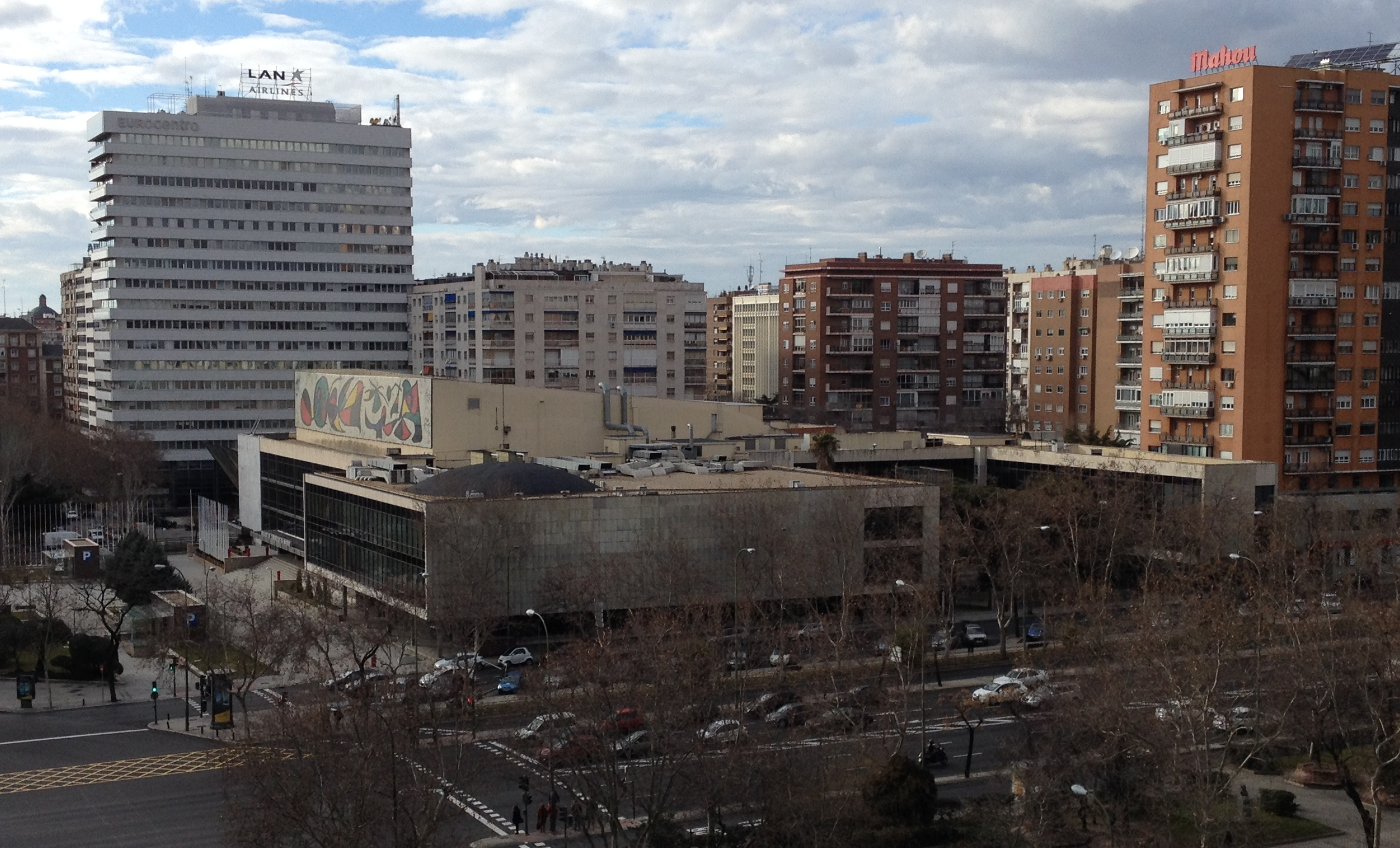
Vista del palau de Congressos des de l'estadi Santiago Bernabéu

Compte d'un Auditori amb pati de butaques per a 995 places, i amfiteatre per 914. A més disposa de diverses sales:
- Sala Unesco fins a 400 persones.
- Sales Goya, 2, 7, 8 i Privats fins a unes 200 persones.
- Sales Europa, Anticcis i VIP’s fins a unes 150 persones.
- Sala 9 fins a 100 persones i Sala 9 bis fins a 70 persones.
- Sis despatxos amb 11 sales para entre 1 i 30 persones.

## Història
Durant la Copa Mundial de Futbol de 1982 va ser el centre de premsa. A aquest efecte es va construir una passarel·la que connectava el Palau per sobre del Paseo de la Castellana per connectar-lo amb l'Estadi Santiago Bernabéu. Aquesta passarel·la va ser desmantellada després del mundial de futbol i instal·lada com a pont per a vianants en la M-30 de Madrid, al barri de Moratalaz.
Entre l'11 de novembre de 1981 i el 9 de setembre de 1983 es va celebrar la Conferència sobre la Seguretat i la Cooperació a Europa afavorida per la OSCE.
El 15 de març de 1995 va sofrir un incendi que va destruir la zona nord. La policia científica va anunciar a l'abril que l'incendi havia estat provocat.